# Paradise Island
Paradise Island é uma ilha nas Bahamas, situado ao norte do país.

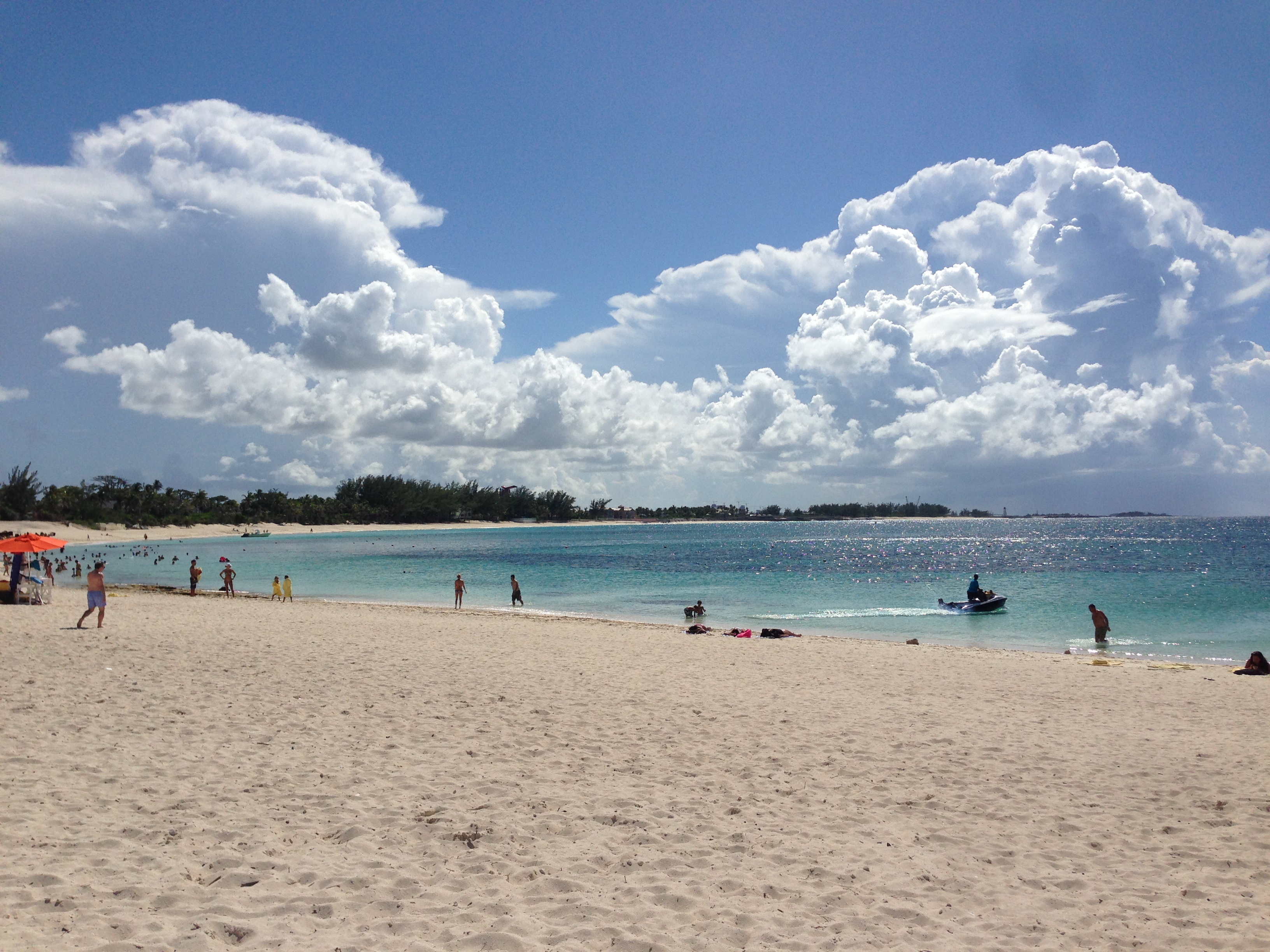
Paradise Beach na Paradise Island